# Хектолитарска маса
Хектолитарска маса је маса једног хектолитра,тј. једног m3 пшенице или неке житарице у kg и сведена на 13% влаге. Хектолитарска маса је општи показатељ квалитета зрнене масе која одређује физичке карактеристике зрна, на основу које се дефинише простор и уређаји у току прераде. Хектолитарска маса пшенице се креће од 760 до 820 kg/m3 .Од пшенице са већом хектолитарском масом при једнаким другим особинама може се очекивати већи принос брашна. Хектолитарска маса се повећава ако су зрна потпуно дозрела, овална, глатка и ако имају низак садржај влаге. Хектолитарска маса се смањује ако су зрна брашнава, дугуљаста, ако имају већи садржај влаге.

## Принцип и примена
Принцип се заснива на одређивању запреминске масе жита изражене у kg/m3. Примењује се на све врсте жита, а за пшеницу се своди на 13% воде.

## Прибор за мерење
- Шоперова вага запремине 0,250 l, са деловима који јој припадају;
- Таблица за очитавање масе, а за кукуруз се користе таблице за очитавање вредности за јечам.

## Поступак
Пре почетка рада провери се тачност Шоперове ваге тако што се на једну страну обеси мерни цилиндар у коме се налази клип, а на други тас се стављају тегови. Затим се мерни цилиндар скине са ваге и из њега се извади клип. Цилиндар се стави на постоље, а затим се кроз његов прорез увлачи нож на који се стави клип. На мерни цилиндар се учврсти цев за насипање. На тај начин вага је припремљена за рад.
Узорак за испитивање распростре се по површини стола и подели поступком четвртања. Затим се из свих квадрата лопатицом узима једнака количина жита и ставља у цев за насипање, до урезане црте. Са одстојања од 4 cm од врха цилиндра жито из цеви сипа се таквом брзином да се цилиндар запремине 0,250 l напуни за 8 s. Ако је Шоперова вага снабдевена левком, време насипања се аутоматски регулише. Млаз жита мора падати у средину цилиндра, а жито се не сме поравнавати са рубом цилиндра. Придржавајући мерни цилиндар, нож се брзо, али без потреса, извуче, при чему клип, заједно са житом изнад њега, нагло пада на дно мерног цилиндра. Тада се нож поново увуче у прорез, жито изнад њега се потпуно уклони, нож се извуче, а мерни цилиндар се обеси на вагу и мери.

## Израчунавање
Пошто се добијене масе не слажу потпуно са масом 1 hl, то се оне не могу просто множити са 400 (за 0,250 l), него се очитавају из специјалних таблица. Свака вага има своју таблицу која одговара само њој. Вредност очитана у таблици прерачунава се на влагу од 13% на следећи начин:
а) од утврђене хектолитарске масе пшенице одузме се 68
б) од 13 се одузме утврђени % влаге у пшеници
ц) од 30 се одузме утврђени % влаге у пшеници, па се разлика под а) помножи са разликом под б) и добијени производ подели са разликом под ц).
д) Добијени количник се одузме од утврђене хектолитарске масе пшенице. Добијена разлика представља хектолитарску масу сведену на 13% влаге.

## Пример
е) Утврђено је да хектолитарска маса пшенице износи 79,35 kg, а влага 15,6%
а)         79,35                    б) 13,00                   ц) 30,00       
-  68,00                       -15.60                     - 15,60
        -----------                  -----------                ----------
          11,35                        - 2,60                        14,40

11,35 * ( -2,6 )         ( -29,51 )
------------------ = ---------------- = - 2,05
         14,40                 14,40

79,35 – ( - 2,05 ) = 79,35 + 2,05 = 81,40 kg / hl (kg/m3 )
Резултати испитивања изражавају се на две децимале.

## Поновљивост
Разлика између два паралелна одређивања, која је истовремено или једно за другим извео исти аналитичар, може износити највише 1 грам.

## Референца
1. ↑  Др. Милан Жежељ, Технологија и опрема за прераду жита, Научна књига1989
2. ↑  Службени лист СФРЈ .бр.36/78
3. ↑  Ј. Трајковић, Ј. Барас, М. Мирић, С. Шилер, Анализе животних намирница, Технолошко-металуршки факултет, Београд, 1983